# Brassia gireoudiana
Brassia gireoudiana är en orkidéart som beskrevs av Heinrich Gustav Reichenbach och Josef Ritter von Rawicz Warszewicz. Brassia gireoudiana ingår i släktet Brassia och familjen orkidéer. Inga underarter finns listade i Catalogue of Life.

## Bildgalleri

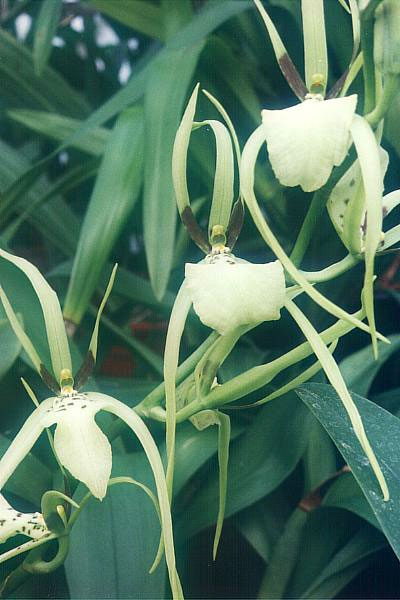
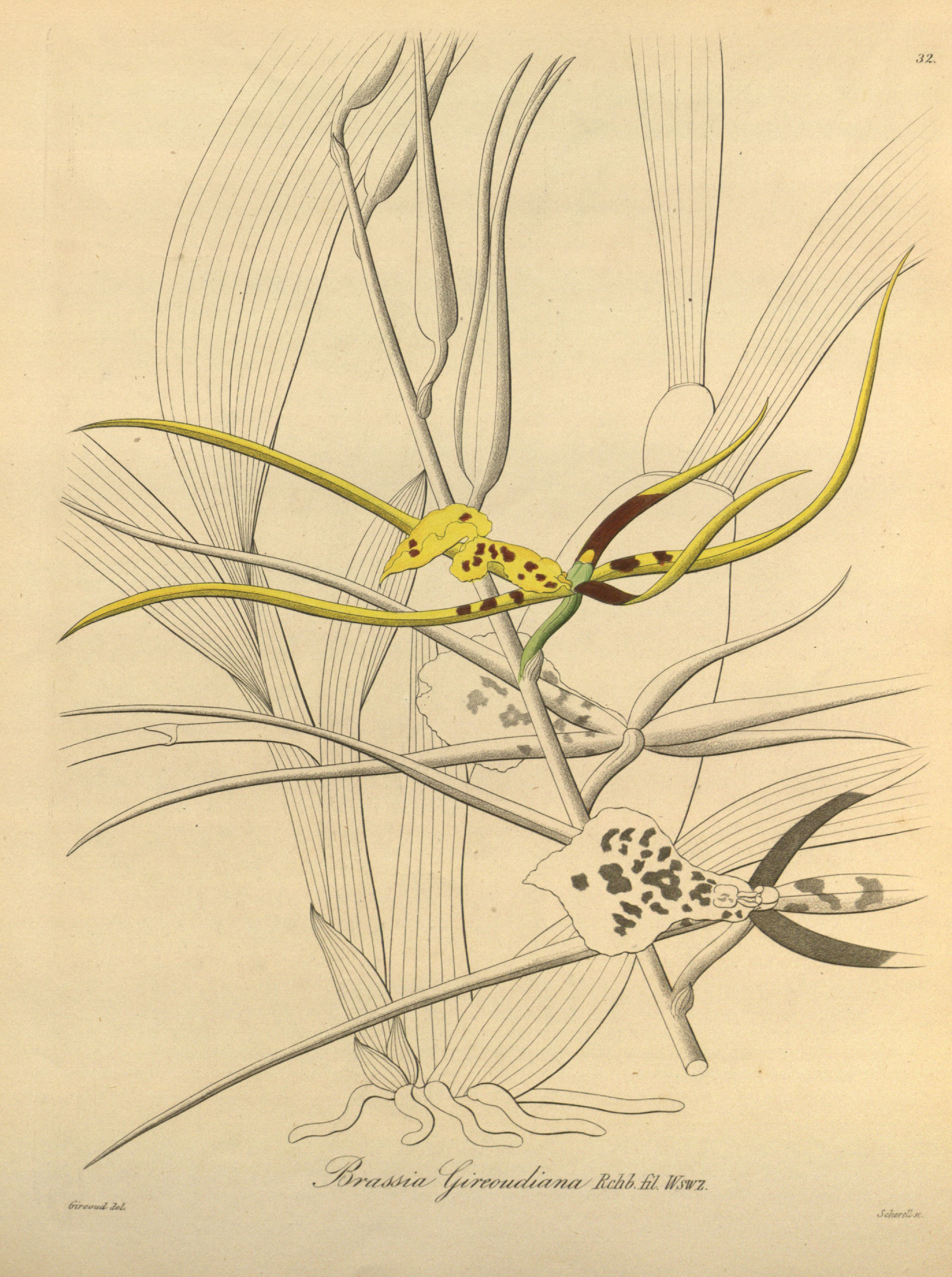
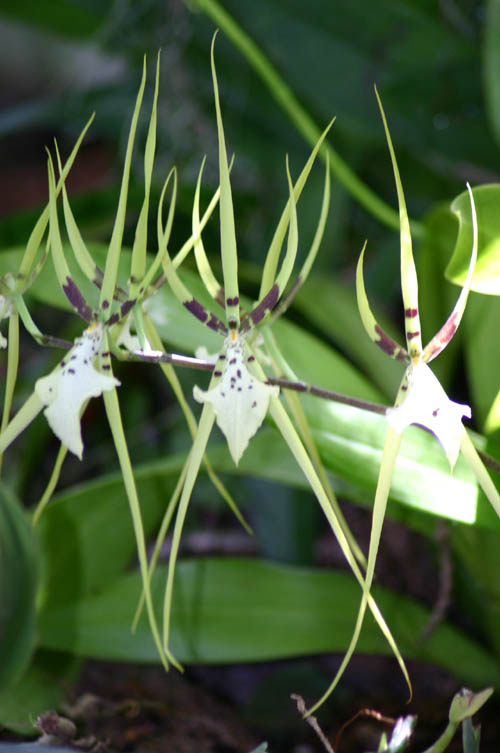